# Бихари, Йожеф
Йожеф Бихари (венг. József Bihari; 14 января 1901, Нагьяйта, Австро-Венгрия (теперь Айта-Маре, Румыния) — 25 февраля 1981, Будапешт, Венгрия) — венгерский актёр театра, кино и телевидения. Заслуженный артист ВНР (1952). Народный артист ВНР (1953). Лауреат Национальной премии имени Ко́шута (1951, 1953).

## Биография
В молодости работал на разных работах: железнодорожным чиновником в Трансильвании, разнорабочим, бухгалтером. В 1928 году окончил школу актерского мастерства, стал членом коллектива Национального художественного театра. В 1935 году — актёр столичного Театра комедии, затем в 1945 году перешёл в Национальный театр, где закончил карьеру и вышел на пенсию в 1965 году.
Играл в пьесах Софокла, Шекспира, И. Катона, Иожеф Дж. Шоу, М. Горького, Г. Гауптмана, Д. Ийеша, Л. Немета и других.
Снимался в кино с 1935 года. За свою карьеру исполнил роли в более, чем 90 фильмах.

## Избранная фильмография
- 1959 — 39-я бригада